# اونیورزوم فیلم
اونیورزوم فیلم (آلمانی: Universum Film) مشهور به اوفا (آلمانی: [ˈuːfa] ) یک شرکت سهامی فیلم‌سازی در پوتسدام، آلمان است.
این شرکت که در تاریخ ۱۸ دسامبر ۱۹۱۷ در برلین تأسیس شده‌است در زمینه ساخت فیلم‌های سینمایی، تله فیلم و مجموعه‌های تلویزیونی فعالیت می‌کند.

## فیلم‌شناسی
- احساس مالکیت
- تایتانیک
- آمفیتروئون
- برادران کارامازوف
- پول
- درود بر مریم مقدس
- روبرت کخ
- سافو
- سگ باسکرویل
- شب سال نو
- شفق
- آسفالت
- کارمن
- میکل
- مهرگیاه
- عروسک
- نشانه چهار
- یک گام بزرگ